# Eruguera becfina
L'eruguera becfina (Edolisoma tenuirostre) és una espècie d'ocell de la família dels campefàgids (Campephagidae).

## Hàbitat i distribució
Habita boscos, sabanes i manglars de les terres baixes a Palau; Pohnpei i Yap, a les Illes Carolines. Sud-oest de Sulawesi, incloent les illes Banggai, Sula, Sangihe i Talaud. Les illes Tanahjampea, Kalaotoa, Tukangbesi, al Mar de Flores. Lomblen i Timor a les illes Petites de la Sonda; Morotai, Halmahera, Bacan, Obi, Bisa, Ambon, Seram i Seram Laut, Banda i Watubela, a les Moluques; illes Kai i Aru. Illes Raja Ampat, a Waigeo, Salawati, Kofiau, Misool. Nova Guinea, incloent les illes Biak i Numfor; arxipèlags de Lousiade i D'Entrecasteaux; Illes Salomó. Nord i est d'Austràlia.

## Taxonomia
No hi ha coincidència entre els diferents autors en l'assignació de subespècies, entre Edolisoma tenuirostre i Edolisoma remotum. Al mateix temps, alguns autors reconeixen espècies que el Congrés Ornitològic Internacional considera subespècies. Al temps el Handbook of the Birds of the World and BirdLife International Digital Checklist of the Birds of the World (Versió 5, 2020)inclou l'existència de les següents espècies (considerades subespècies per l'IOC):
- eruguera de Geelvink[3]	(Edolisoma meyerii), de l'illa de Biak, propera al nord-oest de Nova Guinea.
- eruguera de l'illa d'Obi[4]	(Edolisoma obiense), propia de les illes Banggai (properes a Sulawesi oriental) i d'Obi i Bisa (a les Moluques centrals).
- eruguera de Rossel[5] (Edolisoma rostratum), propia de l'illa de Rossel, a l'arxipèlag Louisiade.
- eruguera becfina de les Moluques[6](Edolisoma grayi), de les Moluques septentrionals.

La resta de subespècies formarien una última espècie:
- eruguera becfina australiana[7](Edolisoma tenuirostre, sensu stricto), amb una ampla distribució.